# Kněžice trávozelená
Kněžice trávozelená (Palomena prasina) je ploštice z čeledi kněžicovitých.

## Synonyma
- Cimex discolor Wolff, 1811
- Cimex dissimilis Fabricius, 1781
- Cimex prasinus Linnaeus, 1761 o
- Cimex roseus Müller, 1776
- Cimex viridis Harris, 1781
- Palomena rhododactyla Horváth, 1883
- Pentatoma subrubescens Gorski, 1852

## Popis
Kněžice trávozelená má 12 až 13,5 mm na délku a má široceoválné tělo. Zbarvení od jara do podzimu je zelené s jemnými tmavými tečkami, na podzim se mění s klesající teplotou jejich barva na hnědou nebo červeno-hnědo, po přezimování jsou opět zelené. Křídelní membrána je tmavá. Její hlavová deska je zakřivená na předním okraji konkávně směrem dovnitř. To odlišuje tento druh od podobné kněžice zelené Palomena viridissima jehož okraj je konvexně vypouklý. U obou druhů má štítek (scutellum) stejnou barvu, jako je barva těla. Druhý článek tykadel je stejně dlouhý jako třetí, čtvrtý a pátý jsou načervenalé.
Nymfy jsou v různých fázích vývoje velmi odlišně vzorované černě a bíle v zelené barvě. Podobná ploštice je Nezara viridula, původně africký druh nyní často objevovaný v jižní Evropě. Tento podobný druh má tři až pět bílých teček na přední hraně štítku a na obou koncích tohoto předního okraje má černou tečku. Také postrádá jemné černé tečkování těla a křídelní membrána zabarvená pouze bledě.

## Areál rozšíření
Druh je rozšířen od severní Afriky přes Evropu až po střední Asii. Ve střední Evropě je tento druh nejběžnější a směrem k severu se vyskytuje vzácněji. Kněžice žijí na bylinách a listnatých stromech na mnoha suchých až vlhkých stanovištích.

## Životní cyklus
Kněžice trávozelená je polyfágní, dává přednost životu na listnatých stromech, jako jsou olše a lípy, na keřích, na kopřivách nebo bodlácích. Vyskytuje se příležitostně v zahradách a zemědělství ve větším počtu, ale není příliš škodlivá. Mladé nymfy sájí na vegetativních částech potravinářských plodin, a dospělci sají především na zrajících plodech a semenech. Dospělci přezimují v suchých a chráněných místech pod stromy a vracejí se od května do porostů hospodářských plodin. Rozmnožování probíhá především v květnu a červnu, ale může být také pozorováno v červenci. Samice kladou až 28 komplexních, zakulacených vajíček na hostitelské plodiny. Od konce července a zejména v srpnu se objeví nové generace; ale nymfy se mohou objevit až do pozdního podzimu, kdy je však možné, že zahynou.
Při ohrožení vylučuje páchnoucí tekutinu.

## Galerie

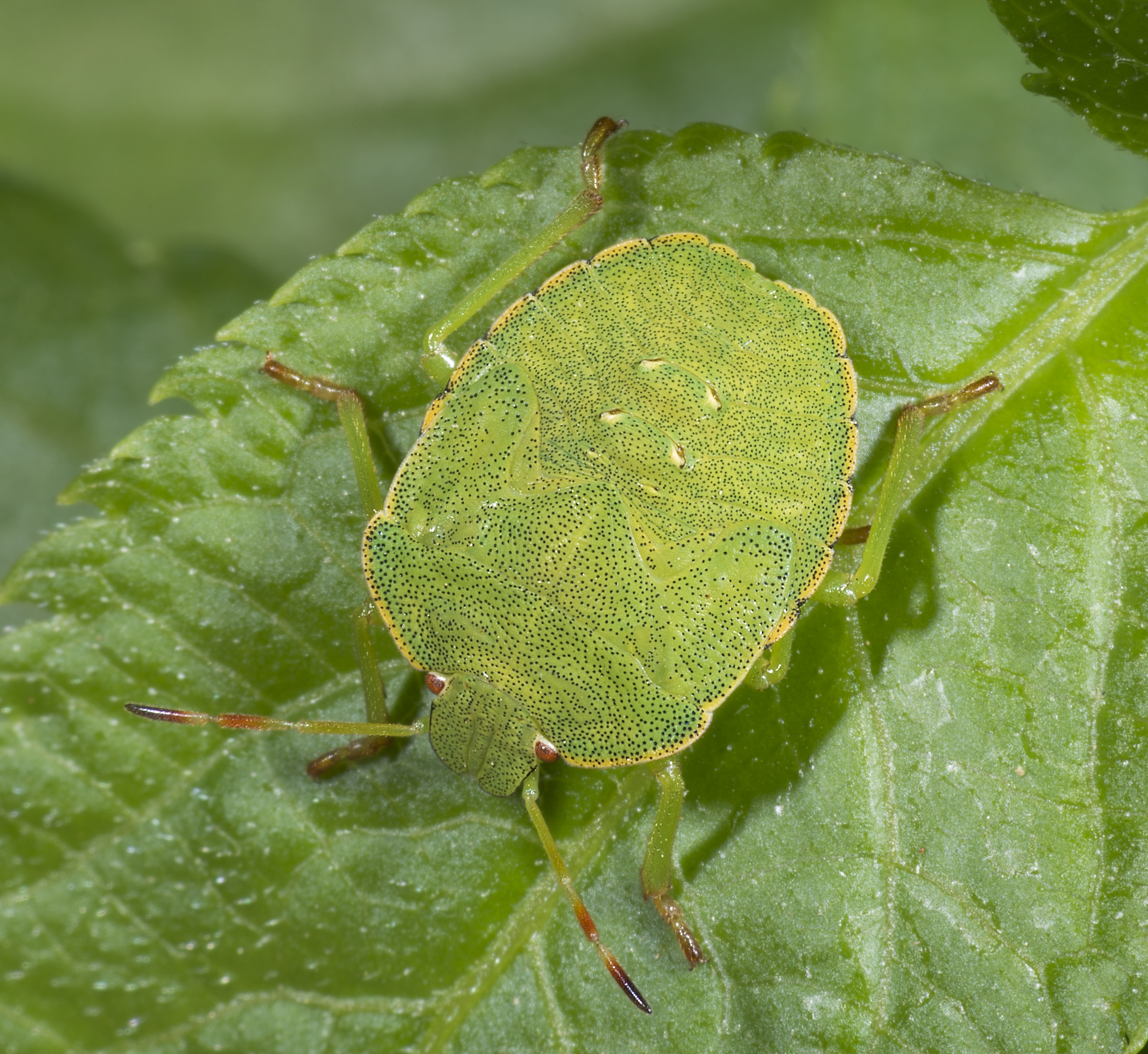
Nymfa
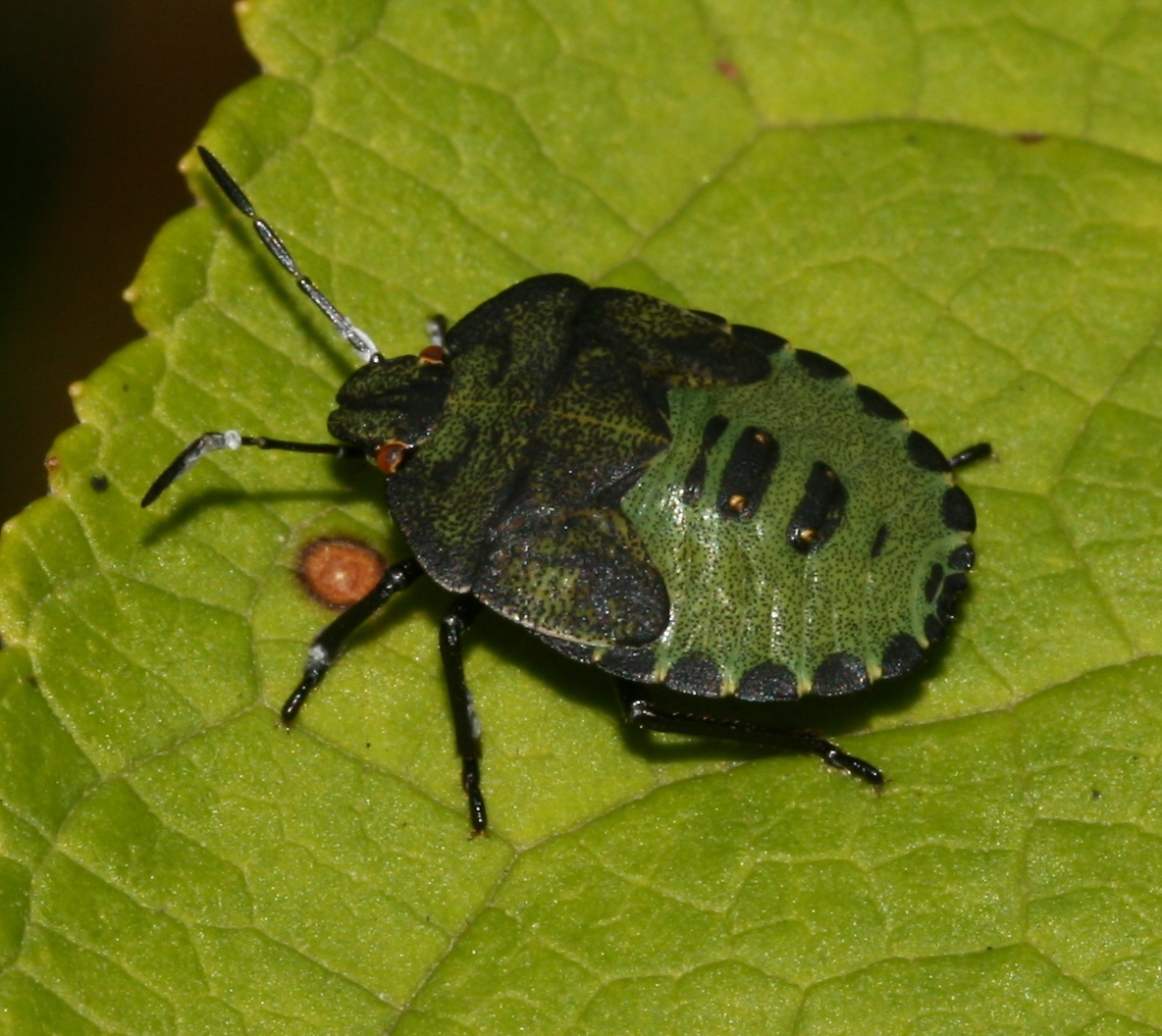
Nymfa
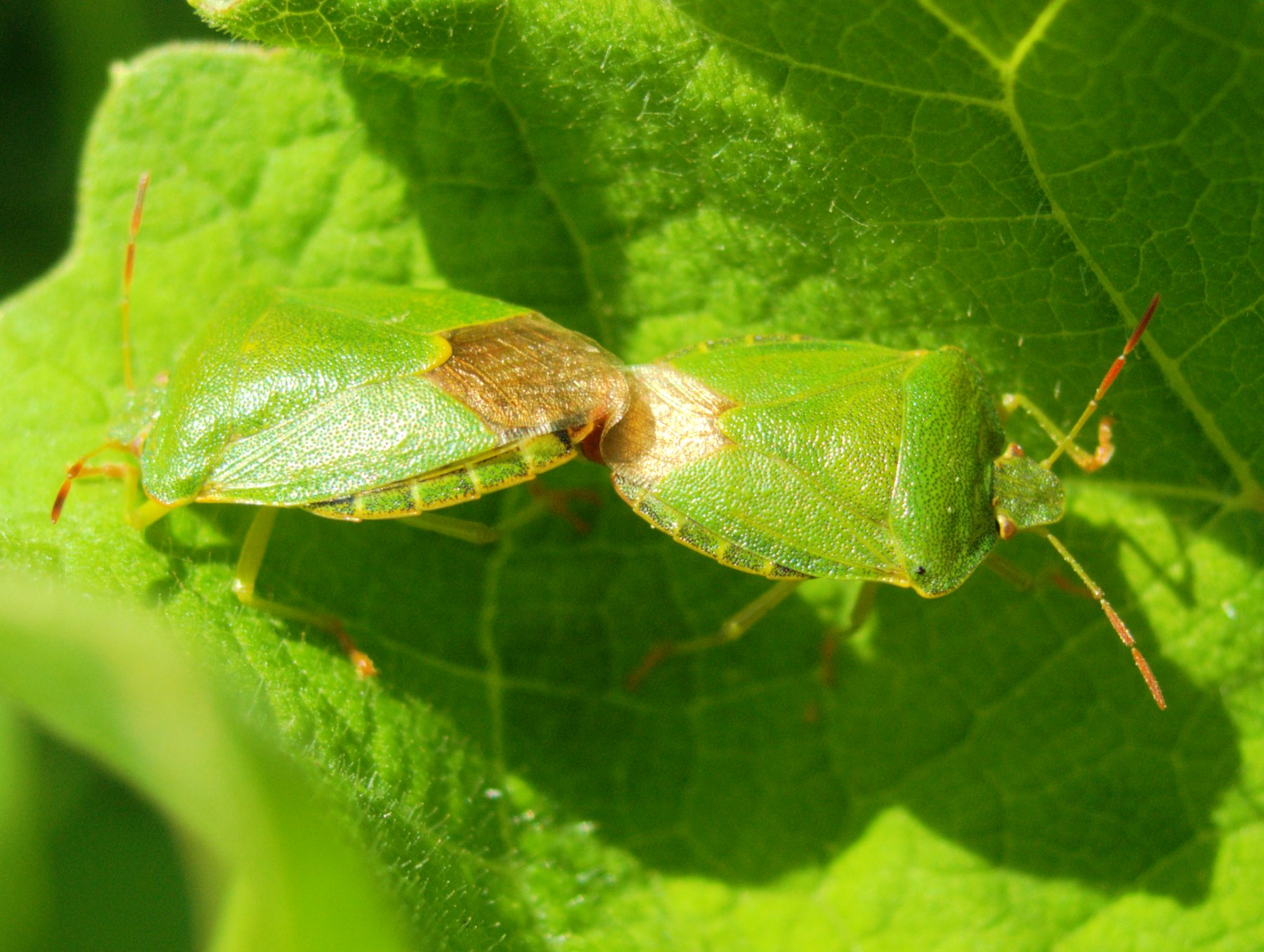
Kopulace
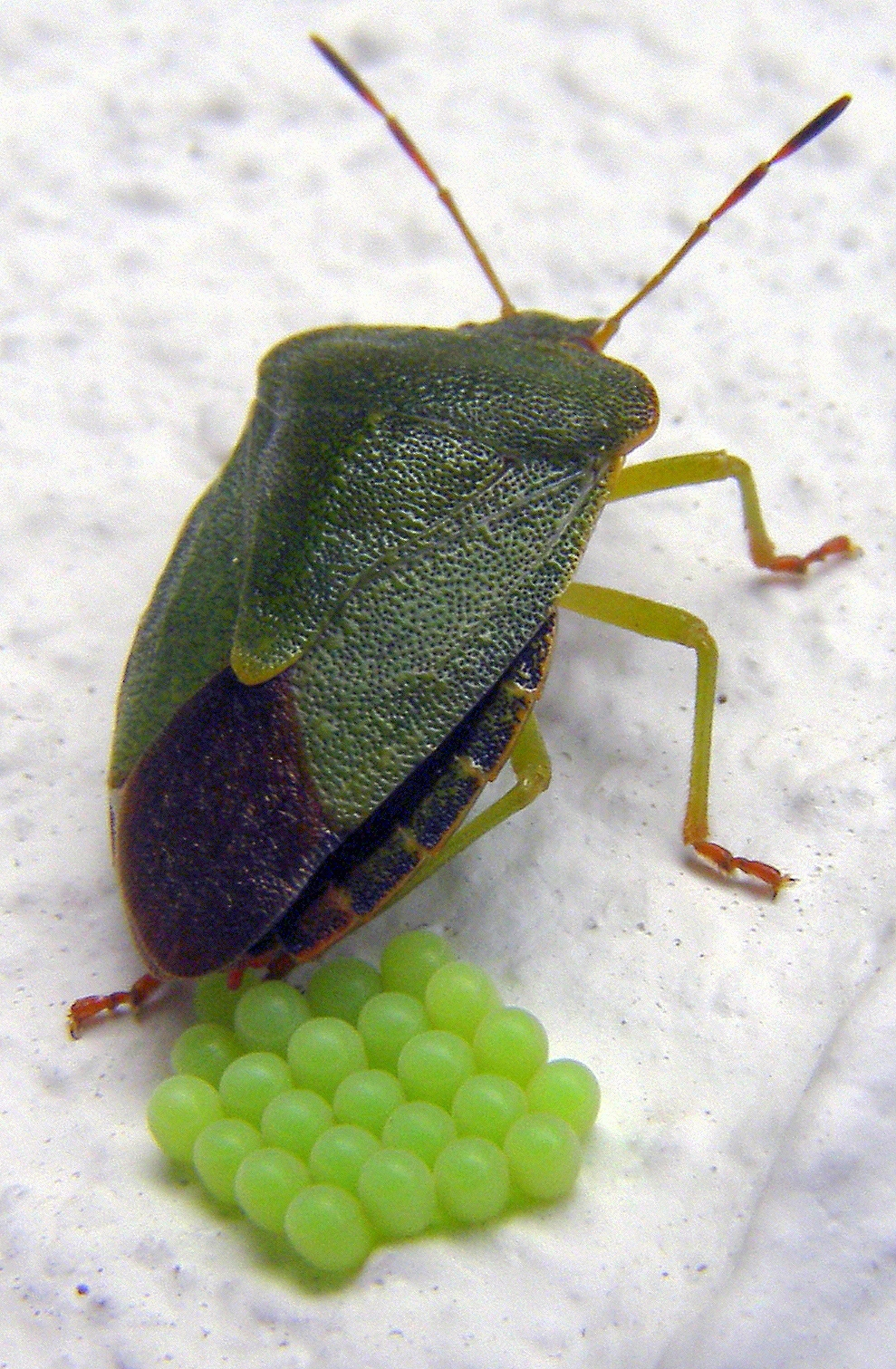
Nakladená vajíčka
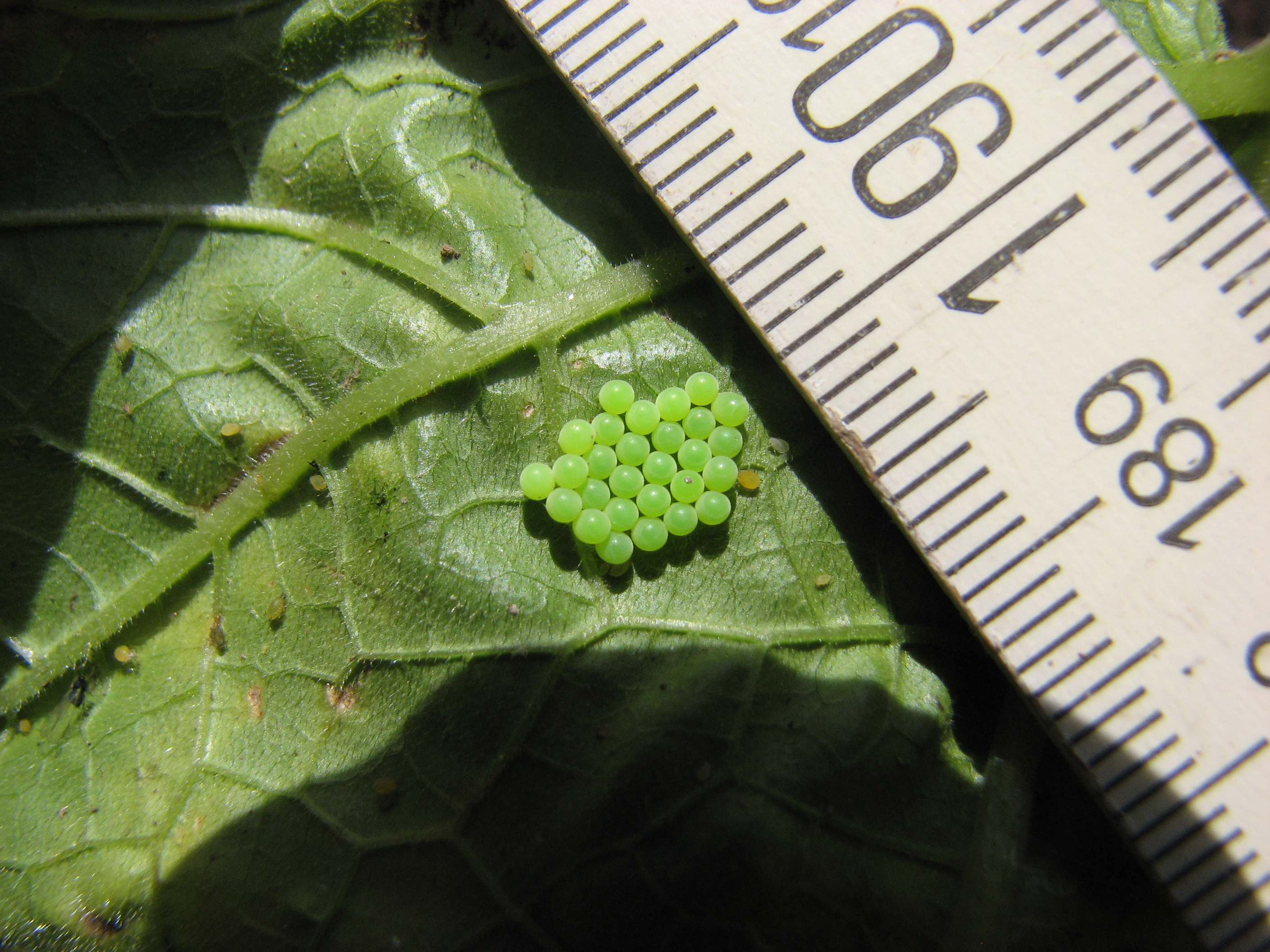
Nakladená vajíčka
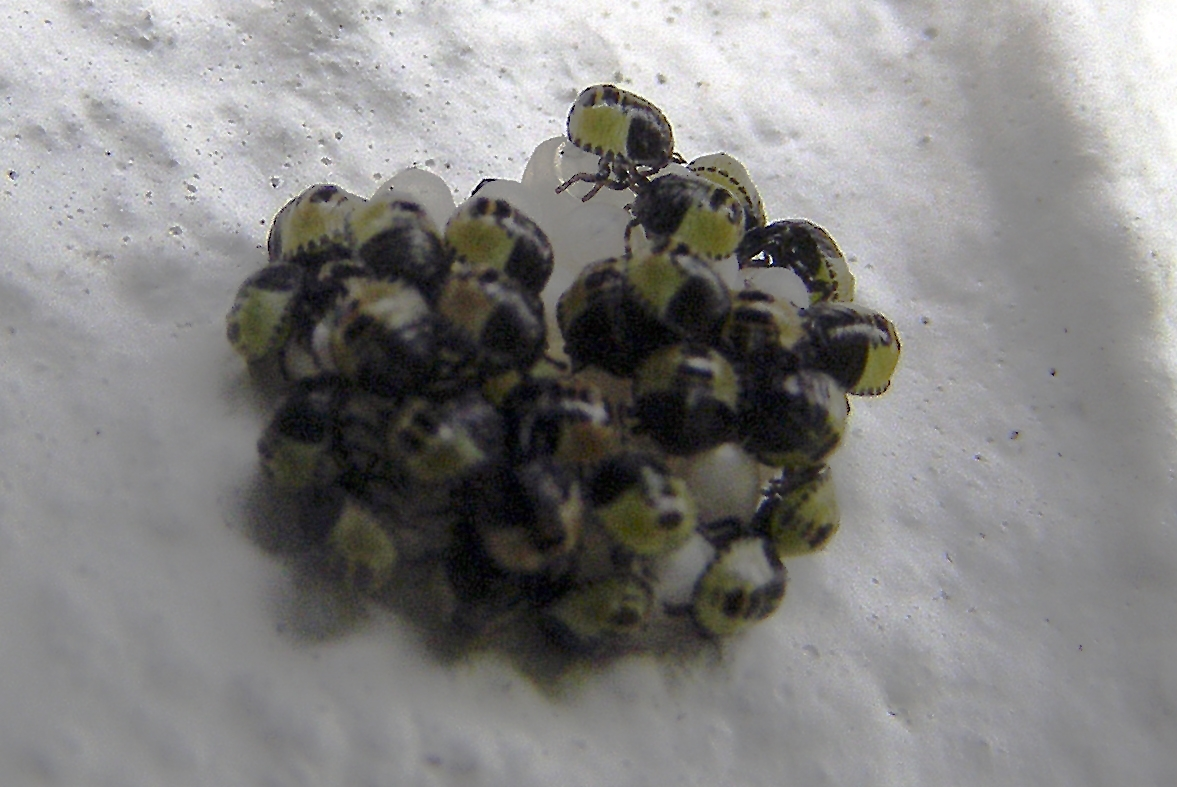
Nymfy při inkubaci
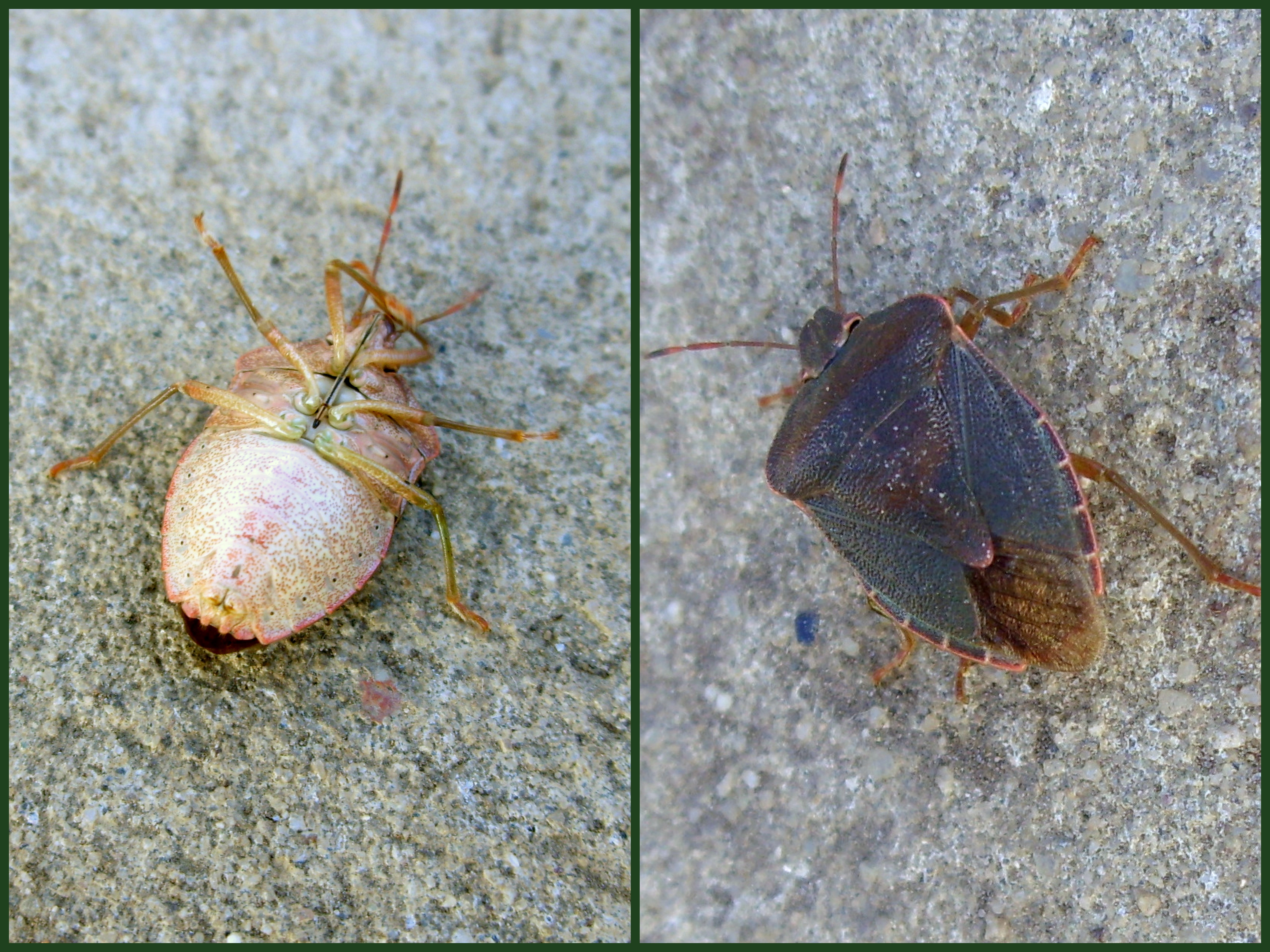
Horní a spodní strana Kněžice zelené v zimním zbarvení